# Христо Настев (Опеница)
 Тази статия е за охридския революционер.  За щипския революционер вижте Христо Настев.  
Христо Стоянов Настев е български революционер, деец на Вътрешната македоно-одринска революционна организация и югославски политик.

## Биография
Христо Настев е роден през 1886 година в охридското село Опеница, тогава в Османската империя, в семейството на революционера от ВМОРО Стоян Настев. Завършва пети клас на българската класическа гимназия в Битоля. По време на Илинденско-Преображенското въстание е счетоводител на складовете за прехрана на въстаниците при Високо дърво, Опенички синор и при Мирково долче. След като четата на баща му е разбита при Рашанец на 31 август 1903 година, а имуществото им плячкосано се прехвърлят да живеят в Охрид. Христо Настев е избран за общински кмет на Опенишката община между 1912 и 1915 и 1918 и 1920 година. Между 1920 и 1925 година е народен представител на Охридската срез в Скупщината, като се е стремил да защитава интересите на местните българи. Дочаква освобождението на Вардарска Македония по време на Втората световна война.